# Šas
Šas (in montenegrino cirillico Шас, in albanese Shas, storicamente Svač, in italiano Suacia, Svacia, Soazio o Sant'Asteio, desueti) è un villaggio del Montenegro. Secondo il censimento del 2003, il villaggio ha una popolazione di 268 abitanti. È situato nella regione di Ana Malit, ad est di Dulcigno.
Nelle vicinanze del villaggio si trova il lago eponimo, lago di Šas.
La collina di Vladimir, vicino a Šas, ha una fortificazione di identificazione incerta con una chiesa e si ritiene che fosse Oblik, una fortezza significativa menzionata nella Cronaca del Prete di Doclea.

## Origini del nome
Si ritiene che il nome Suacia (così anche in latino) derivi da Sant'Asteio.
Le forme albanese e montenegrina di Shas / Svač non derivano però dalla traduzione del latino, ma derivano dalle forme di Sant'Asteio nelle rispettive lingue.
- La forma albanese Shas, deriva da Shën Asti. Dall'albanese deriva anche la forma montenegrina Šas.
- La forma Svač deriva da Sveti Astije.

## Storia

### Preistoria
Nel 1985 furono ritrovati frammenti di vasellame preistorico nello strato più profondo di terra rossa fra i solchi e gli anfratti delle rocce. Sebbene il vasellame risalga ad epoche diverse, non era separato da strati di terreno. All'estremità orientale degli scavi, alcuni frammenti di ceramica erano decorati con unghie, il che verosimilmente indica un'origine nel primo neolitico. Questi frammenti mostrano anche tracce di quarzo e di silice. Anche del vasellame del Calcolitico è stato ritrovato nello stesso sito, con ritrovamenti della stessa epoca o leggermente più recenti (età del bronzo) in un crepaccio della parte superiore del villaggio.
I reperti più numerosi risalgono all'età del ferro, provenienti da diverse trincee, nella parte alta dell'abitato e nelle vicinanze. Questi reperti sono una prova dell'esistenza di una fortezza in questo periodo, ipotesi accreditata anche dalla presenza di muri a secco costruiti con blocchi di pietra di grande dimensione. Lo stesso tipo di pietra fu utilizzato anche per le mura medievali di Suacia.
Frammenti di ceramica ellenistica si sono ritrovati nelle cascate a est di Suacia, il che fa ipotizzare che esista uno strato ellenistico a nord dell'abitato. Frammenti di ceramica sottile dipinta in rosso e giallo, forse romana, sono stati scoperti nel forte superiore e nelle vicinanze delle cascate a nord dell'abitato.

### Medioevo
Šas è menzionata per la prima volta nel 1067 in una bolla di papa Alessandro II come "Svacia Civitas". Ad ogni modo, si pensa che sia stata fondata nel VI secolo durante il regno di Giustiniano I.
Nel 1183, Stefano Nemanja sovrano della Rascia conquistò la città e la annetté al suo stato. Ma nel 1242, in seguito al fallimento della loro invasione di Ulcinium, i Mongoli, guidati da Batu Khan (nipote di Gengis Khan), distrussero Suacia e sgozzarono i suoi abitanti. Le rovine rimanenti sono oggi chiamate dai locali kishat, che in albanese significa "chiese".
Fonti storiche riportano che la regina di Serbia Elena d'Angiò ordinò la ricostruzione della città nella seconda metà del XIII secolo. Elena risiedeva a Dulcigno. Comunque, le strutture della città iniziavano a crollare verso la prima metà del XV secolo come leggiamo in una lettera a Venezia del 1406 scritta dal vescovo di Suacia in cui si richiedevano fondi per restaurare le mura della città.
La città fu poi distrutta dagli Ottomani nel 1571.

## Società

### Evoluzione demografica
Abitanti di Šas:
| Anno | Abitanti |
| ---- | -------- |
| 1948 | 207      |
| 1953 | 226      |
| 1961 | 249      |
| 1971 | 277      |
| 1981 | 329      |
| 1991 | 355      |
| 2003 | 268      |

Censimento del 2003:
| Etnia    | Unità | Percentuale |
| -------- | ----- | ----------- |
| Albanesi | 268   | 100%        |
| Altri    | 0     | 0%          |
| Totale   | 268   |             |

## Cultura
Secondo una leggenda, Šas possedeva tante chiese quanti sono i giorni in un anno, comunque oggi molte chiese sono in rovina e solo otto sono sopravvissute.
Nel 1533, il genovese Francesco Giustiniani scrive che a Suacia si trovavano le rovine di 360 fra chiese e cappelle. Nel 1610, l'arcivescovo di Antivari Marin Bici scrive che Suacia aveva tante chiese quanti sono i giorni in un anno.
Le chiese più grandi di Šas sono:
- l'ex cattedrale di San Giovanni Battista - Una chiesa romanica situata nel punto più alto della città. Fu costruita nel 1300 secondo quanto riporta l'iscrizione sulla facciata. Basandosi sui frammenti restanti sulla parete occidentale, si ritiene che la chiesa fu costruita sul sito di una chiesa preesistente demolita dai Mongoli.
- chiesa di Santa Maria - Una chiesa francescana gotica su un pianoro nella parte bassa dell'abitato. Si ritiene che sia stata costruita dopo il 1300.

Alcuni studi archeologici registrano a Šas certi rituali slavi, come la "trizna" (un rito funerario). È noto che delle barchette erano poste nelle tombe di Šas, come si può vedere anche nella città albanese di Albania. Si ritiene che questa pratica testimoni un'osservanza del rito funebre cristiano ortodosso durante il periodo dell'iconoclastia.
L'uso della padella per cuocere il pane documentato a Šas testimonia la presenza di Slavi nella regione.
Cocci di vasellame decorato con linee ondate e diritte tracciate con un pettine suggeriscono una migrazione slava dalla regione del
Danubio verso Scutari. Questo stile di ceramica appare verso la prima metà del VII secolo e ha origine nelle zone attorno alle attuali Vienna e Bratislava.
Vasi di stile bizantino risalenti alla seconda metà del XII secolo trovati a Suacia, sono simili a quelli trovati nell'attuale Bulgaria. Comunque, quasi tutte le ceramiche da cucina di Suacia sono conformi ad una cultura cattolica. Verso il periodo finale dell'esistenza della città si riscontra una notevole presenza di vasi di importazione di probabile origine veneziana. Questi vasi presentano una spiccata somiglianza a quelli trovati in Istria e in Dalmazia.
Tutte le anfore sono invece di origine bizantina e risalgono ai secoli fra il VI e il XII.

## Economia
Šas era posizionata su un'importante rotta commerciale fra Dulcigno e Scutari. Una trentina di monete sono state trovate negli scavi. Due sono di origine nemanide; alcune bizantine risalenti all'ultimo quarto del XIV secolo, di cui tre furono coniate ad Antivari e altrettante a Cattaro, due a Scutari e altre due in una zecca ignota, probabilmente Dulcigno. Due monete veneziane risalgono alla metà del XVI secolo, una delle quali fu coniata a Cattaro, e altre due monete risalgono al XVIII e al XIX secolo. Non è stato possibile classificare le altre monete. Riguardo alla materia, delle monete trovate, una era d'oro, due d'argento e le altre di bronzo o di rame.
È noto che Šas batté moneta nel XV secolo. Su queste monete, è incisa la fortezza di Suacia con figure rinascimentali, tre piani con colonnato e torrione.